# 서성로 (대구)
서성로(Seoseong-ro)는 대구광역시 중구 성내동 계산오거리에서 중구 성내동 태평네거리를 잇는 대구광역시의 도로이다.

## 주요 경유지
대구광역시
- 중구 (성내동)

## 노선
| 이름          | 접속 노선                          | 소재지        | 소재지        | 비고          |
| 명륜로와 직결 | 명륜로와 직결                      | 명륜로와 직결 | 명륜로와 직결 | 명륜로와 직결 |
| ------------- | ---------------------------------- | ------------- | ------------- | ------------- |
| 계산오거리    | 재마루길                           | 중구          | 성내동        |               |
| 서성네거리    | 대구광역시도 제52호선 (국채보상로) | 중구          | 성내동        |               |
| 태평네거리    | 대구광역시도 제54호선 (태평로)     | 중구          | 성내동        |               |
| 침산로와 직결 |                                    |               |               |               |

## 주요 건물 및 시설
- 신협 데레사신협 계산지점 (서성로 10/계산동2가 71-1)
- 티스테이션 대구동산점 (서성로 17/계산동1가 99-1)
- 대구은행 계산점 (서성로 20/계산동2가 50)
- cpbc 대구가톨릭평화방송 (서성로 20/계산동2가 50)
- 롯데리아 대구서성네거리점 (서성로 33/서성로2가 19-6)
- 멕시카나 서성로점 (서성로 37/서성로2가 22-7)
- 대구은행 북성로점 (서성로 81/수창동 101-11)